# Władysław Zakrzewski (malarz)
Władysław Zakrzewski (ur. 4 marca 1903 w Pakości, zm. 25 października 1944 w Krakowie) – polski malarz i grafik.

## Życiorys
W latach 1922–1924 studiował w Akademii Sztuk Pięknych w Krakowie pod kierunkiem Władysława Jarockiego i Józefa Pankiewicza, a w latach 1926–1930 w Paryżu w prywatnych akademiach malarskich. Następnie dla pogłębienia studiów odbył podróż do Konstantynopola, odwiedzając także Węgry, Rumunię, Jugosławię, Grecję i Włochy. W latach 1932–1937 studiował grafikę w Akademii Sztuk Pięknych w Warszawie u Jana Wojnarskiego.
Początkowo zajmował się malarstwem, a od roku 1932 wyłącznie grafiką. Uprawiał techniki metalowe (miedzioryt, akwafortę, akwatintę) jedno- i wielobarwne. Najczęstszą tematyką prac artysty była architektura miast polskich, pejzaże nadmorskie i śląskie. Wykonał szereg cykli tematycznych: Teka Śląska, Teka Morska, Warszawa, Lwów, Bielsko, Zaolzie, Kraków; jest także autorem wielu ekslibrisów.
Zginął 25 października 1944 w Krakowie, zamordowany na ulicy przez patrol niemiecki. Pochowany na Cmentarzu Salwatorskim w Krakowie. Na nagrobku widnieje data urodzenia 4.06.1903.

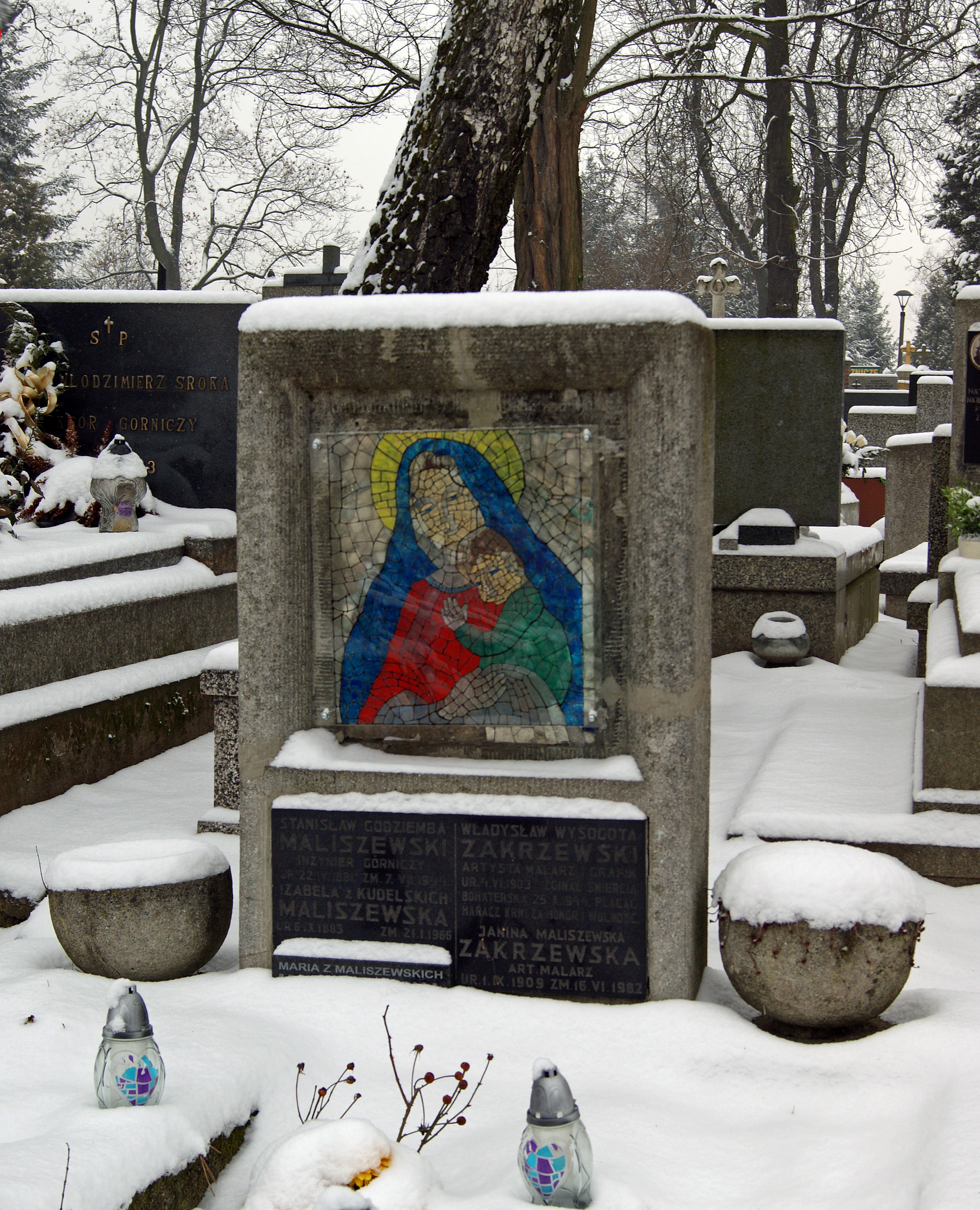
Grób na Cmentarzu Salwatorskim